# 1,1-Difeniletano
1,1-Difeniletano, ou metildifenilmetano é um composto químico orgânico de fórmula C14H14 e massa molecular 182,26.É classificado com o número CAS 612-00-0, número CB CB1127364 e MOL File 612-00-0.mol. É constituinte do óleo essencial do broto de milho.
Pode ser sintetizado a partir da benzofenona por meio da reação com metil-lítio.